# Петер Ернст I фон Крихинген
Петер Ернст I фон Крихинген (на немски: Peter Ernst I Freiherr von Criechingen; * 1547; † сл. 1607) е фрайхер на Крихинген–Пютлинген в Елзас-Лотарингия, господар на Дорсвайлер, Монтклер, Мандерн, Майнсберг, Денсборн и Малберг и гранд маршал на Люксембург.

## Произход
Той е син на фрайхер Вирих фон Крихинген († 15 юли 1587) и съпругата му графиня Антония фон Салм-Кирбург († 1587/1589), дъщеря на граф Йохан VII фон Салм, вилд- и Рейнграф цу Кирбург (1493 – 1531), и графиня Анна фон Изенбург-Бюдинген-Келстербах († 1551/1557). Внук е на фрайхер Йохан V фон Крихинген, гранд маршал на Люксембург († 1533) и Ирмгард фон Ролинген († 1548). Брат е на фрайхер Вилхелм († 1610), господар на Хомбург, Кристоф († 1622/1623), фрайхер на Крихинген-Питинген, господар на Дорсвайлер, Септфонтенес, Адикт-Хомбург, на фрайхер Вилхелм фон Крихинген, господар на Хомбург († 1610), фрайхер Томас фон Крихинген († 1602), фрайхер Франц фон Крихинген († 1611, Руфах).

## Фамилия
Петер Ернст I фон Крихинген се жени пр. 1574 г. за Мария фон Мансфелд-Айзлебен (* 12 март 1545; † 1588), вдовица на граф Адолф фон Сайн (* 1538; † 30 юни 1568), дъщеря на граф Йохан Георг I фон Мансфелд-Айзлебен (1515 – 1579) и графиня Катарина фон Мансфелд-Хинтерорт (1520/1521 – 1582). Те имат един син:
- Вилхелм фон Крихинген († 1637)